# Autocom Engineering
Autocom Engineering war ein britischer Hersteller von Automobilen.

## Unternehmensgeschichte
Das Unternehmen aus Combe Martin in der Grafschaft Devon begann 1987 mit der Produktion von Automobilen und Kits. Der Markenname lautete Autocom. 1994 endete die Produktion. Insgesamt entstanden etwa fünf Exemplare.

## Fahrzeuge
Das einzige Modell war der Buggy. Das Fahrzeug war ein Strandwagen, ähnlich einem VW-Buggy. Die Basis bildete ein Spaceframe-Fahrgestell. Viele Teile vom Mini wurden verwendet. Die Karosserie bestand aus Fiberglas.